# Cifrado Rail Fence

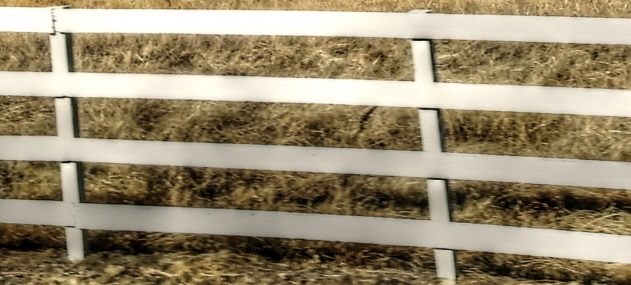
Valla de tablones

El Cifrado Rail Fence (valla de tablones) es una forma de cifrado por transposición que ha tomado su nombre de la forma en que se cifran los textos al utilizarlo, colocando los símbolos en bandas diferenciadas como los tablones de vallas de ese tipo: 

## Método
En el cifrado rail fence (valla de tablones), el texto plano se escribe hacia abajo diagonalmente a través de sucesivos tablones de una valla imaginaria y luego se escribe hacia arriba también diagonalmente. Dicho proceso se repite hasta que se acaba el mensaje que se quiere cifrar. El mensaje cifrado se obtiene cogiendo los caracteres fila a fila (esto es, del primer "tablón", luego el siguiente, etc.). Por ejemplo, si tenemos 3 "tablones" y el mensaje 'nos han descubierto, huid ya', haremos lo siguiente:
```
N . . . A . . . S . . . I . . . O . . . D . .
. O . H . N . E . C . B . E . T . H . I . Y .
. . S . . . D . . . U . . . R . . . U . . . A
```

Obteniendo este resultado:
```
NASIOD OHNECBETHIY SDURUA -> NASIO DOHNE CBETH IYSDU RUA
```

## Problemas con el cifrado Rail Fence
El cifrado rail fence no es muy fuerte; el número de claves posibles (la cantidad de tablones, y el desplazamiento inicial, esto es, en que tablón se empieza) es pequeño y un criptoanalista puede conseguir descifrar el mensaje incluso a mano. 